# Mayne Island
Mayne Island är en ö i Kanada.   Den ligger i provinsen British Columbia, i den södra delen av landet, 3 600 km väster om huvudstaden Ottawa. Arean är 21,0 kvadratkilometer.
Terrängen på Mayne Island är platt. Öns högsta punkt är 254 meter över havet. Den sträcker sig 6,8 kilometer i nord-sydlig riktning, och 8,7 kilometer i öst-västlig riktning.
I omgivningarna runt Mayne Island växer i huvudsak barrskog.